# 太平镇 (灵山县)
太平镇，是中华人民共和国广西壮族自治区钦州市灵山县下辖的一个乡镇级行政单位。

## 行政区划
太平镇下辖以下地区：
太平社区、太平村、枫木村、镇南村、佳芝村、九冬村、那沙村、那驮村、思明村、谭有村、永安村、清水村、大塘村、千里村、华楠村、那案村、立石村、茂萱村、池塘村、那璞村、那隆村、稔老村、西华村、六谭村、那马村、公家村、那谐村、那廉村、那线村和屯仁村。